# Kaarst
Kaarst település Németországban, azon belül Észak-Rajna-Vesztfália tartományban. Lakosainak száma 44 208 fő (2023. december 31.). Kaarst Neuss és Meerbusch községekkel határos.

## Népesség
A település népességének változása:
| Lakosok száma | 34 059 | 42 001 | 43 216 | 43 433 | 43 661 | 44 253 | 44 208 |
|               | 1975   | 2010   | 2017   | 2019   | 2021   | 2022   | 2023   |